# Celonites bergenwahliae
Celonites bergenwahliae är en stekelart som beskrevs av Friedrich W. Gess 1989. Celonites bergenwahliae ingår i släktet Celonites och familjen Masaridae. Inga underarter finns listade.